# Peter Herrlich
Peter Herrlich (* 10. November 1940 in München) ist ein deutscher Molekular- und Tumorbiologe. Herrlich ist Professor emeritus in Jena und leitete von 2003 bis 2011 das Leibniz-Institut für Alternsforschung.

## Leben
Nach seinem Studium der Medizin an der Ludwig-Maximilians-Universität München habilitierte er sich an der FU Berlin in Biochemie und Molekularbiologie. Nach Forschungsaufenthalten auch in den USA (Chicago, New York) leitete er eine Arbeitsgruppe am MPI in Berlin, bevor er 1977 zum Professor für Genetik an die Universität Karlsruhe berufen wurde und am Forschungszentrum Karlsruhe die Abteilung Genetik des Instituts für Genetik und Toxikologie über Jahrzehnte leitete. 2003 wurde er Professor für Molekulargenetik an der Friedrich-Schiller-Universität Jena und Direktor des Leibniz-Instituts für Alternsforschung, dessen Neuausrichtung auf biomedizinische Altersforschung er initiierte.
Er befasste sich insbesondere mit dem Zusammenhang von Altern und Krebsentstehung und den in beiden Bereichen wichtigen Prozessen der Zellteilung und Zellmigration (Metastasenbildung bei Tumoren).
Ein jahrelanger Forschungsschwerpunkt ist die zum Teil umstrittene Bedeutung von einzelnen CD44-Spleißvarianten bei der Tumorprogression und Metastasierung, die bis heute zu keinem Therapieansatz geführt hat.

## Auszeichnungen und Ehrungen
- 1989 Meyenburg-Preis
- 1993 Mitglied der Academia Europaea[1]
- 1995 Antoine-Lacassagne-Preis der Ligue Nationale Contre le Cancer in Paris
- 1995 Landesforschungspreis Baden-Württemberg
- 2012 Ernst Jung-Medaille für Medizin in Gold